# Pieni Valkiainen (sjö i Posio, Lappland, Finland)
Pieni Valkiainen eller Valkainen är en sjö i Finland. Den ligger i kommunen Posio i landskapet Lappland, i den norra delen av landet, 700 km norr om huvudstaden Helsingfors. Pieni Valkiainen ligger 235,8 meter över havet. Arean är 23,6 hektar och strandlinjen är 2,8 kilometer lång. Sjön  ingår i Ijo älvs huvudavrinningsområde.   Den ligger vid sjön Kaukuanjärvi.